# 耀漢小兄弟會

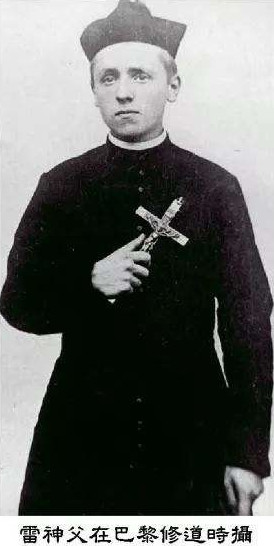
會祖雷鳴遠神父

耀漢小兄弟會（法語：Congrégation des Petits Frères de Saint-Jean-Baptiste）是天主教的一個修會，也可簡稱為耀漢會。是由雷鳴遠神父於1928年在河北安國教區創立的一所中國籍修會，修會以聖若翰洗者為主保，並將「若翰」翻譯成「耀漢」作為會名，取其光復中華之義。現在總會遷到臺灣天主教台中教區， 會院位於臺中市天主教衛道高級中學區內。

## 簡史

### 創會
1928年，由於需要一個本地化修會來協助傳教活動，安國教區孫德楨主教託比利時籍雷鳴遠神父（後來歸化為中華民國籍）創立耀翰小兄弟會與德來小姊妹會。同年12月初耀漢小兄弟會的第一所會院——真福院落成，12月16日進行首批會士的穿會衣禮後正式宣布創院。修會主保為聖若翰洗者，原先耀翰小兄弟會以此命名為「若翰會」，1933年雷鳴遠神父另將「若翰」翻譯成「耀漢」作為會名，取其「復興中華民族」之意。

### 協助中日戰爭
1933年長城戰役爆發，二十多名修士及三百多位教友在雷神父的組織下成立醫療團照料中方傷兵。戰後雷神父更將北平清河鎮的修會農場改為殘廢軍人教養院來照料傷兵。爾後1936年綏東戰役以及1937年七七事變爆發後，該會修士亦經常協助中方的軍隊醫療。然而該會會組雷鳴遠神父卻也在戰中被八路軍誤以為是間諜而被逮捕，歷經拷問後被國民政府協調釋放，但沒多久就在1940年6月24日因病離世。此外十八位該會修士及兩位德來會修女被捲入戰火而犧牲。

### 遷台
1942年總會院遷到北京市城郊，隨後因1949年中華人民共和國建立及國民政府遷台，該會一部分修士遷移到香港調景嶺，創辦鳴遠中小學，並進行傳教和社福工作。
1954年，多數會士從香港來到台灣，分別於在台北市(現為新北市)景美及台中市建立教堂和會院、初學院以訓練新會士並繼續傳教和社福工作。1983年接管台中衛道中學，並在衛道校園內建立總會院。該會曾在1936年到1975年，於越南西貢堤岸經營鳴遠和耀漢兩座中學。不過在越南社會主義共和國建立後停辦，不過有不少會士也是出自越南。

## 宗旨
耀漢小兄弟會以本篤會為典範，並以聖本篤為遠祖。並採行苦修精神，禁菸酒與溫血動物肉，並沿用本篤會的一些規章。不過由於該會除了會士的培育外也積極進行傳教與公益等教會工作，近似於使徒工作修會而非本篤會的隱修會團體。